# UFC 79
UFC 79: Nemesis（ユーエフシー・セブンティナイン：ネメシス）は、アメリカ合衆国の総合格闘技団体「UFC」の大会の一つ。2007年12月29日、ネバダ州ラスベガスのマンダレイ・ベイ・イベント・センターで開催された。

## 大会概要
メインイベントでは、現ウェルター級王者マット・セラと元ウェルター級王者マット・ヒューズとのウェルター級タイトルマッチが予定されていたが、セラの負傷欠場により中止となった。替わって元ウェルター級王者ジョルジュ・サンピエールがヒューズとウェルター級暫定王座決定戦に勝利し、ウェルター級暫定王者となった。
本大会より元PRIDEミドル級王者ヴァンダレイ・シウバが7年ぶりにUFCに復帰参戦するも、チャック・リデルに判定負けを喫した。また、元PRIDE選手のソクジュがリョート・マチダとのUFCデビュー戦に挑んだが、一本負けで黒星デビューとなった。
大会にはPRIDEライト級王者五味隆典が来場した。
キャリア9戦無敗のルイス・カーニがUFCデビュー。

## 試合結果

### プレリミナリィカード
第1試合 ライト級 5分3R
○  マーク・ボーチェック vs.  ダグ・エヴァンス ×
3R終了 判定3-0（29-28、29-28、29-28）
第2試合 ウェルター級 5分3R
○  ホアン・"ジュカオン"・カルネイロ vs.  トニー・デソーザ ×
2R 3:33 TKO（レフェリーストップ：パウンド）
第3試合 ミドル級 5分3R
○  ディーン・リスター vs.  ヨルダン・ラデフ ×
3R終了 判定3-0（30-27、30-27、30-27）
第4試合 ライト級 5分3R
○  マニー・ガンブリャン vs.  ネイト・モーア ×
1R 1:31 アキレス腱固め
第5試合 ライトヘビー級 5分3R
○  ジェームス・アーヴィン vs.  ルイス・カーニ ×
1R 1:51 失格（グラウンドの膝蹴り）

### メインカード
第6試合 ライト級 5分3R
○  リッチ・クレメンティ vs.  メルヴィン・ギラード ×
1R 4:40 チョークスリーパー
第7試合 ライトヘビー級 5分3R
○  リョート・マチダ vs.  ソクジュ ×
2R 4:20 肩固め
第8試合 ヘビー級 5分3R
○  エディ・サンチェス vs.  ソア・パラレイ ×
3R 3:24 TKO（レフェリーストップ：スタンドパンチ連打）
第9試合 ライトヘビー級 5分3R
○  チャック・リデル vs.  ヴァンダレイ・シウバ ×
3R終了 判定3-0（29-28、30-27、30-27）
第10試合 UFC世界ウェルター級暫定王座決定戦 5分5R
○  ジョルジュ・サンピエール vs.  マット・ヒューズ ×
2R 4:54 腕ひしぎ十字固め
※サンピエールが王座獲得に成功。

### 各賞
ファイト・オブ・ザ・ナイト： チャック・リデル vs. ヴァンダレイ・シウバ
ノックアウト・オブ・ザ・ナイト： エディ・サンチェス
サブミッション・オブ・ザ・ナイト： ジョルジュ・サンピエール
各選手にはボーナスとして50,000ドルが支給された。